# Helmut Masche
Helmut Masche (auch Helmuth Masche; * 16. März 1894 in Berlin; † 28. August 1944 im Zuchthaus Brandenburg-Görden) war ein deutscher Kommunist und Widerstandskämpfer gegen den Nationalsozialismus. 

## Leben
Masche, von Beruf Tischler, war bereits vor 1933 im Holzarbeiterverband und in der Kommunistischen Partei Deutschlands (KPD) organisiert.
Masche schloss sich im Zweiten Weltkrieg der von Robert Uhrig und anderen Kommunisten geleiteten Widerstandsorganisation an. Er übernahm den Schutz der Leitung bei Beratungen und bei ihren Zusammenkünften mit dem 1941 aus den Niederlanden zurückgekehrten Instrukteur des ZK der KPD, Alfred Kowalke. Zudem hielt er die Verbindung zu den Betriebsgruppen in der AEG-Turbinenfabrik und bei der Firma Gaubschat aufrecht.
Masche wurde am 4. Februar 1942 im Zuge der Aufdeckung der Uhrig-Organisation verhaftet. Er war im Arbeitserziehungslager Wuhlheide und im Zuchthaus Landsberg inhaftiert. Masche wurde im Sommer 1944 vom Volksgerichtshof zum Tode verurteilt und am 28. August 1944 im Zuchthaus Brandenburg-Görden hingerichtet.

## Ehrungen
An Masches ehemaligem Wohnhaus in der Schwedter Straße 5 in Berlin-Prenzlauer Berg wurde 1960 eine Gedenktafel angebracht. Sie wurde 1984 restauriert, jedoch nach der Wende 1991 von Unbekannten entfernt. Der gemeinnützige Verein Aktives Museum Faschismus und Widerstand in Berlin brachte im Mai 1993 eine Ersatztafel an, die ebenfalls bald gestohlen wurde. Ihre Inschrift lautete:

„Hier, an seinem Wohnhaus, war eine Gedenktafel für
 Helmut Masche
 16.3.1894–28.8.1944
 Er beteiligte sich am Widerstand in der AEG Turbinenfabrik
 und an illegalen KPD-Versammlungen. 1940 wurde Helmut
 Masche verhaftet, im Arbeitslager Wuhlheide und im Zuchthaus Landsberg gefangengehalten und 1944
 zum Tode verurteilt und hingerichtet.“

Nach ihm war die Helmut-Masche-Schule, eine Sonderschule mit Ausgleichsklassen, in der Scherenbergstraße 7 (Prenzlauer Berg) benannt.